# Regione autonoma di Bougainville
La regione autonoma di Bougainville è una regione autonoma della Papua Nuova Guinea. È composta dall'isola di Bougainville e altre isole minori.
Il 23 novembre 2019 si è tenuto nella regione un referendum consultivo per l'indipendenza dalla Papua Nuova Guinea in cui il 98,31% dei cittadini ha votato per l'indipendenza.

## Geografia antropica

### Suddivisioni amministrative
La provincia è suddivisa in distretti, che a loro volta sono suddivisi in aree di governo locale (Local Level Government Areas).
| Distretto                                | Capoluogo | Aree LLG         |
| ---------------------------------------- | --------- | ---------------- |
| Distretto di Bougainville Centrale       | Arawa     | Arawa Rural      |
| Distretto di Bougainville Centrale       | Arawa     | Wakunai Rural    |
| Distretto di Bougainville Settentrionale | Buka      | Atolls Rural     |
| Distretto di Bougainville Settentrionale | Buka      | Buka Rural       |
| Distretto di Bougainville Settentrionale | Buka      | Kunua Rural      |
| Distretto di Bougainville Settentrionale | Buka      | Nissan Rural     |
| Distretto di Bougainville Settentrionale | Buka      | Selau Suir Rural |
| Distretto di Bougainville Settentrionale | Buka      | Tinputz Rural    |
| Distretto di Bougainville Meridionale    | Buin      | Bana Rural       |
| Distretto di Bougainville Meridionale    | Buin      | Buin Rural       |
| Distretto di Bougainville Meridionale    | Buin      | Siwai Rural      |
| Distretto di Bougainville Meridionale    | Buin      | Torokina Rural   |